# Waterbabies
Waterbabies (orig. Water Babies) är en tecknad kortfilm som spelades in år 1935. Filmen ingår i Silly Symphonies-serien och baseras på en roman av Charles Kingsley.

## Handling
Det är morgon vid tjärnen och två fåglar vaknar upp. De börjar flyga runt näckrosorna och kvittra. Näckrosorna öppnas för att avslöja små barn som sover i blommorna. Barnen vaknar upp och gnuggar sig i ögonen innan de hoppar i vattnet. De simmar sedan efter varandra på led.
Ett barn vill inte vakna och när blomman han sover i upptäcker detta slår blomman till honom för att få ner barnet i vattnet. Barnen leker tillsammans vid ett litet vattenfall och använder blad som trampoliner. Då börjar en fanfar ljuda; några av barnen spelar med hjälp av blommor medan de åker fram över vattnet på en sköldpadda. Efter orkestern kommer barn på blomblad dragna av fjärilar, svanar eller andra djur.
Uppe på land fortsätter barnen att leka tillsammans med några grodor och ödlor. Några av barnen använder ett spindelnät som studsmatta medan andra använder grodorna för att leka rodeo. Ett av barnen visar sin tapperhet genom att tjurfäktas mot en argsint groda, med hjälp av ett vallmoblad som rött skynke. Det blir dock grodan som vinner efter att ha jagat matadoren in i sin egen bur och vinkar därefter glatt till åskådarna.
En ny fanfar ljuder och barnen färdas hemåt på samma sätt som de kom till land. En nyckelpiga ringer in till natt med hjälp av några blåklockor och barnen ber sina nattböner innan de lägger sig, varefter näckrosorna sluter sina blad runtom dem till nästa dag gryr.

## Figurer
- Små barn
- Svanar
- Grodor
- Ödlor
- En nyckelpiga
- Två fåglar